# (31895) 2000 FX44
2000 FX44 (asteroide 31895) é um asteroide da cintura principal. Possui uma excentricidade de 0.29351650 e uma inclinação de 5.37080º.
Este asteroide foi descoberto no dia 29 de março de 2000 por LINEAR em Socorro.